# Opelt (kráter)

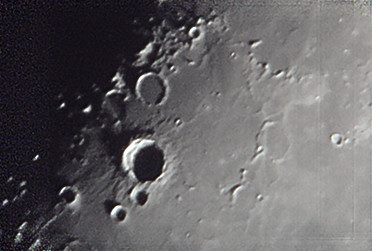
Nejvýraznějším a největším kráterem na snímku je Bullialdus. O něco menší kráter nad ním je Lubiniezky. Obrysy Opelta lze vidět v moři Mare Nubium napravo a mírně nahoře od středu Bullialda (fotografie není orientována severojižním směrem).

Opelt je lávou zatopený kráter ležící v Mare Nubium (Moře mraků) na přivrácené straně Měsíce. Má průměr 49 km a je situován severovýchodně od výrazného kráteru Bullialdus.
Jeho okrajový val je značně narušený, v mnoha místech zcela chybí. V jeho zachované jihozápadní části leží malý satelitní kráter Opelt E.
Jižně od něj se nachází rovněž lávou zaplavený kráter Gould a východo-jihovýchodně přibližně stejně velký Lubiniezky. Severně se táhne soustava brázd Rimae Opelt, která získala své jméno právě podle hlavního kráteru.

## Název
Pojmenován je podle německého finančníka Friedricha Wilhelma Opelta, který pomohl selenografům Wilhelmu Gotthelfu Lohrmannovi a Johannu Friedrichu Juliu Schmidtovi.

## Satelitní krátery
V okolí se nachází několik dalších kráterů, které byly označeny podle zavedených zvyklostí jménem hlavního kráteru a velkým písmenem abecedy.
| Opelt | Sel. šířka | Sel. délka | Průměr |
| ----- | ---------- | ---------- | ------ |
| E     | 17.0° J    | 17.8° Z    | 8 km   |
| F     | 18.1° J    | 18.7° Z    | 4 km   |
| G     | 16.8° J    | 17.2° Z    | 4 km   |
| H     | 15.8° J    | 17.3° Z    | 3 km   |
| K     | 13.6° J    | 17.1° Z    | 5 km   |